# GPR103
GPR103 (G protein-spregnuti receptor 103, piroglutamilisani RF amid peptidni receptor, oreksigenski neuropeptidni QRFP receptor) je protein koji je kod čoveka kodiran QRFPR genom.

## Funkcija
G protein spregnuti receptori sadrže sedam transmembranskih domena i prenose ekstracelularne signale putem heterotrimernih G proteina.
, RF-amidni peptid sa 26 aminokiselina, funkcioniše kao ligand visokog afiniteta za GPR103 receptor. iRNK prekurzori GPR103 i P518 proteina su visoko izraženi u mozgu. QRFP peptid sa 43 aminokiselina, što je duži oblik P518 peptida, je neophodan za punu agonističku aktivnosti GPR103 receptora. Intravenozna administracija QRFP peptida uzrokuje oslobađanje aldosterona, iz čega proizilazi da QRFP i GPR103 regulišu adrenalnu funkciju.

## Literatura
- Lee DK; Nguyen T; Lynch KR;  . (2001). „Discovery and mapping of ten novel G protein-coupled receptor genes.”. Gene. 275 (1): 83—91. PMID 11574155. doi:10.1016/S0378-1119(01)00651-5.
- Strausberg RL; Feingold EA; Grouse LH;  . (2003). „Generation and initial analysis of more than 15,000 full-length human and mouse cDNA sequences.”. Proc. Natl. Acad. Sci. U.S.A. 99 (26): 16899—903. PMC 139241 . PMID 12477932. doi:10.1073/pnas.242603899.
- Jiang Y; Luo L; Gustafson EL;  . (2003). „Identification and characterization of a novel RF-amide peptide ligand for orphan G-protein-coupled receptor SP9155.”. J. Biol. Chem. 278 (30): 27652—7. PMID 12714592. doi:10.1074/jbc.M302945200.
- Fukusumi S; Yoshida H; Fujii R;  . (2004). „A new peptidic ligand and its receptor regulating adrenal function in rats.”. J. Biol. Chem. 278 (47): 46387—95. PMID 12960173. doi:10.1074/jbc.M305270200.
- Kimura K; Wakamatsu A; Suzuki Y;  . (2006). „Diversification of transcriptional modulation: large-scale identification and characterization of putative alternative promoters of human genes.”. Genome Res. 16 (1): 55—65. PMC 1356129 . PMID 16344560. doi:10.1101/gr.4039406.
- Takayasu S; Sakurai T; Iwasaki S;  . (2006). „A neuropeptide ligand of the G protein-coupled receptor GPR103 regulates feeding, behavioral arousal, and blood pressure in mice.”. Proc. Natl. Acad. Sci. U.S.A. 103 (19): 7438—43. PMID 16648250. doi:10.1073/pnas.0602371103.